# Amela
Amela je žensko osebno ime.

## Izvor imena
Ime Amela je ženska oblika muslimanskega imena Amel. Lahko pa je ime Amela  tudi  skrajšana oblika imena Amelija.

## Pogostost imena
Po podatkih Statističnega urada Republike Slovenije je bilo na dan 31. decembra 2007 v Sloveniji število ženskih oseb z imenom Amela: 335.

## Osebni praznik
V koledarju je ime Amela možno uvrstiti k imenu Amelija.